# Noorderkolonie
Noorderkolonie is een streek in de gemeente Pekela in het oosten van de provincie Groningen. Samen met Zuiderkolonie vormt het het dorp Boven Pekela.
Noorderkolonie ontstond langs een diep dat parallel werd gegraven aan het Pekelderhoofddiep. Dat paralleldiep is inmiddels gedempt.
Dorpen: Boven Pekela · Nieuwe Pekela · Oude Pekela

Gehuchten: Alteveer (deels) · Bronsveen 

Buurtschappen: Doorsnee · Dwarsdiep · Hanekamp · Hoetmansmeer · Kruiselwerk · Mallemolen · Noodvlucht · Noorderkolonie · Stroobos · Wildeplaats · Zuiderkolonie

Groningen: Steden en dorpen      Nederland: Provincies · Gemeenten